# Щепин-Оболенский, Никита Дмитриевич
Никита Дмитриевич Щепин-Оболенский († 1539) — князь, сын боярский и голова на службе у Московского князя Василия III.
Один из представителей княжеского рода Щепиных-Оболенских, отрасли князей Оболенских. Рюрикович в XIX поколении. Сын основателя рода Щепиных Дмитрия Семёновича Оболенского-Щепы. Одновременно с ним московскому князю служили ещё шесть его братьев: Иван Золотой, Семён Серебряный, Даниил, Борис Цигор, Фёдор Шафырь, Дмитрий. Женат на Марфе Михайловне, дочери Михаила Ивановича Травина-Шарапа, имел двух сыновей Фёдора и Петра.

## Биография
Во время победоносного похода Крымского хана Мухаммед Гирея на Москву был одним из воевод в Тарусе, которые не смогли воспрепятствовать переправе крымских войск через Оку, что предопределило поражение Москвы в этом конфликте (июнь 1521).
Был в числе голов в Коломне (1527). Подписался на поручной записи по князю Михаилу Львовичу Глинскому (1527). Голова, стоял в Ростиславле на Оке для защиты от возможного нападения крымского царевича Ислам Гирея (1528).  
Второй воевода в Рязани за городом (1530). Умер с иноках с именем Николай († 1539).